# Friesche sagen
Friesche sagen is een verzameling van sagen uit Friesland, verschenen in 1925 en geschreven door Theun de Vries - zijn debuut als schrijver. De Vries gebruikte verhalen uit Waling Dijkstra's Uit Friesland's volksleven van vroeger en later (1896) voor zijn werk en Henk Persijn, de broer van een schoolvriend, verzorgde de tekeningen voor het boek, uitgebracht door Scheltens & Giltay uit Amsterdam. Schrijver en illustrator ontvingen beiden 75 gulden voor hun werk. In hetzelfde jaar 1925 verliet Theun de Vries het gymnasium in Apeldoorn. 
In het jaar 2000 verschenen de verhalen sagen opnieuw in Friesche sagen & Terugkeer. 

## Inhoud
De Friesche sagen & Terugkeer bestaat uit de volgende hoofdstukken:
- Tot de lezer
- Rodeklif en Kreil
- Redbald en Wulfram
- Wonder te Lidlum
- Odins stad
- De klokken van Sint Odolf
- De weduwe van Staveren
- Akrabjerg
- Faustus te Leeuwarden
- De stem van marteling
- Aantekeningen
- Terugkeer (gedichten)